# جزیره کورژین
جزیره کورژین (به قزاقی: Korzhin Island) یک جزیره در قزاقستان است که در استان آلماتی واقع شده‌است.